# دمیترو نازارنکو
دمیترو نازارنکو (اوکراینی: Дмитро Миколайович Назаренко؛ زادهٔ ۱۴ سپتامبر ۱۹۸۷) بازیکن فوتبال اهل اوکراین است.
از باشگاه‌هایی که در آن بازی کرده‌است می‌توان به باشگاه فوتبال اوورلا اوژهورود، باشگاه فوتبال اورارتو، باشگاه فوتبال استال آلچفسک، و باشگاه فوتبال متالورگ دونتسک اشاره کرد.
وی همچنین در تیم‌های ملی فوتبال Ukraine national under-19 football team بازی کرده‌است.